# Валледольмо
Валледольмо (итал. Valledolmo) — коммуна в Италии, располагается в регионе Сицилия, подчиняется административному центру Палермо.
Население составляет 4148 человек, плотность населения составляет 166 чел./км². Занимает площадь 25 км². Почтовый индекс — 90029. Телефонный код — 0921.
Покровителем населённого пункта считается святой Антоний.